# Burgmannshofen

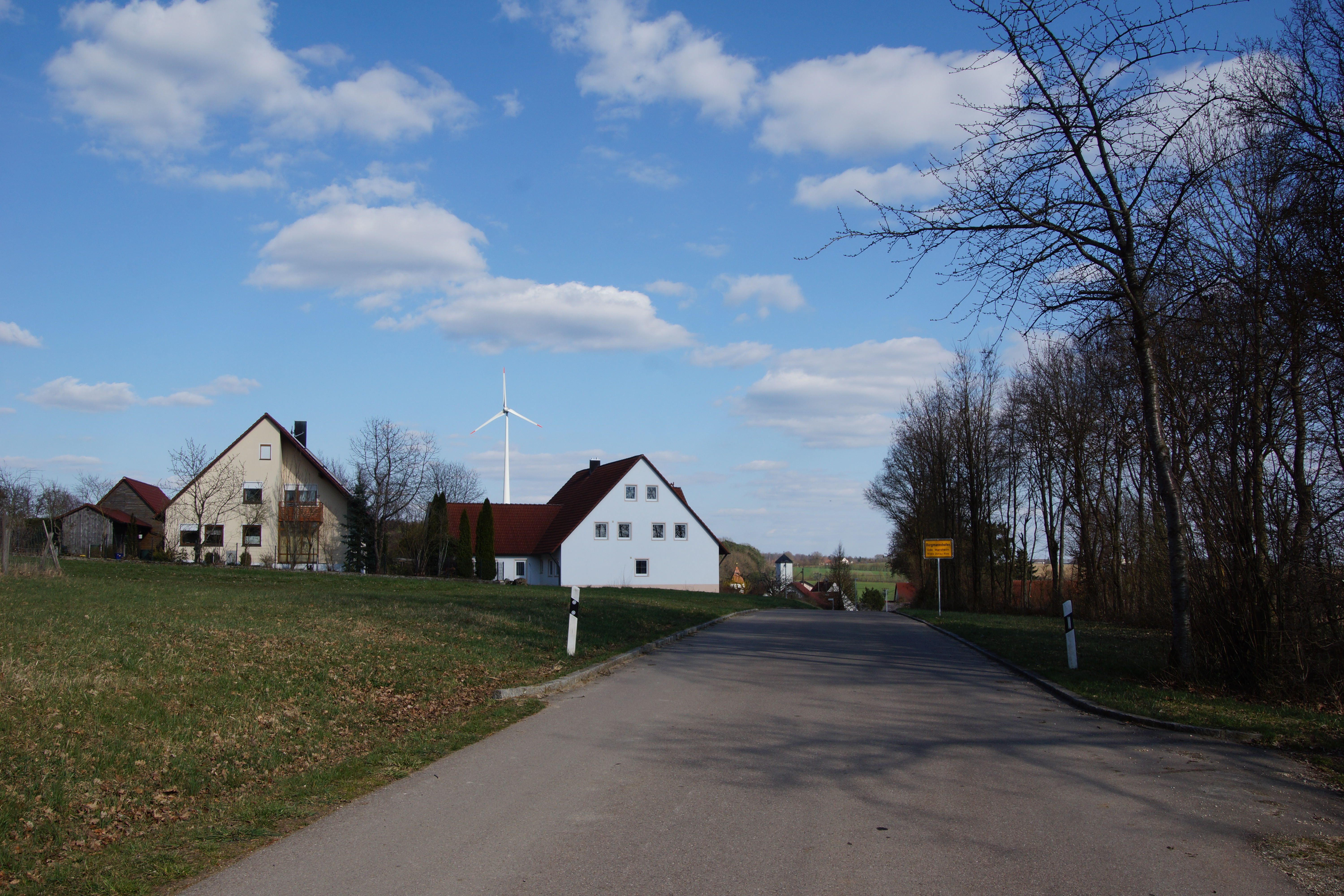
Ortsansicht

Burgmannshofen ist ein Gemeindeteil der Gemeinde Marxheim im Landkreis Donau-Ries (Regierungsbezirk Schwaben, Bayern).
Zur Gemarkung gehört das Kirchdorf Burgmannshofen und der Weiler Übersfeld.

## Geschichte
Burgmannshofen mit seinem Gemeindeteil Übersfeld wurde durch das Gemeindeedikt von 1818 eine Ruralgemeinde im Bereich des Landgerichtes Monheim, der bei der Trennung von Justiz und Verwaltung am 1. Juli 1862 dem Bezirksamt Donauwörth zugeteilt wurde. Die Gemeinde blieb bis 30. Juni 1972 selbstständig im Landkreis Donauwörth und wurde ab 1. Juli 1972 sowohl dem Landkreis Donau-Ries, der bis zum 1. Mai 1973 die Bezeichnung Landkreis Nördlingen-Donauwörth trug, zugeschlagen, als auch in die Gemeinde Marxheim eingegliedert.

## Baudenkmäler

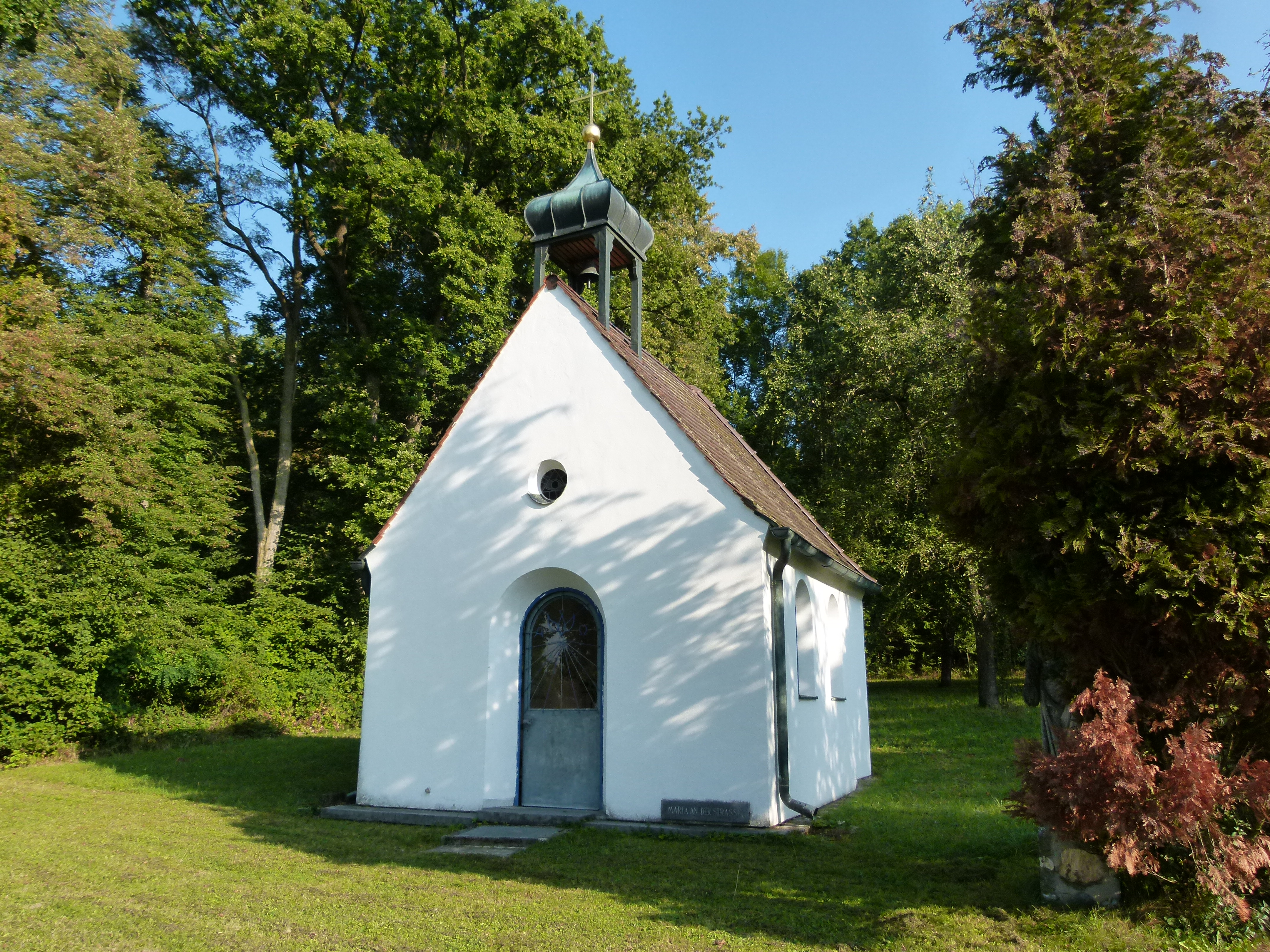
Wegkapelle Maria an der Straße

Es gibt zwei denkmalgeschützte Gebäude in Burgmannshofen:
- Zum einen ist dies die katholische Filialkirche St. Gertrud aus dem 12. oder 13. Jahrhundert. Es handelt sich hierbei um eine im Kern romanische Chorturmkirche. Im Jahre 1711 wurde sie barockisiert und östlich des Turmes eine Sakristei angebaut.
- Außerdem steht auch die Wegkapelle Maria an der Straße unter Denkmalschutz. Sie stammt aus der zweiten Hälfte des 20. Jahrhunderts und wurde von Karl Seyßler (1913–1986) erbaut.

## Pfarrei
Die katholische Filialkirche St. Gertrud in Burgmannshofen gehört zur Pfarrei St. Gallus in Übersfeld.